# Hydnocarpus gracilis
Hydnocarpus gracilis är en tvåhjärtbladig växtart som först beskrevs av V. Slooten, och fick sitt nu gällande namn av Herman Otto Sleumer. Hydnocarpus gracilis ingår i släktet Hydnocarpus och familjen Achariaceae. Inga underarter finns listade i Catalogue of Life.